# Ruta de Illinois 147
La Ruta de Illinois 147, y abreviada IL 147 (en inglés: Illinois Route 147) es una carretera estatal estadounidense ubicada en el estado de Illinois. La carretera inicia en el oeste desde la IL 146     en Vienna hacia el este en la IL 145     en Glendale. La carretera tiene una longitud de 20,6 km (12.81 mi).

## Mantenimiento
Al igual que las autopistas interestatales, y las rutas federales y el resto de carreteras estatales, la Ruta de Illinois 147 es administrada y mantenida por el Departamento de Transporte de Illinois por sus siglas en inglés IDOT.